# Mario Umiltà
Mario Umiltà (Livorno, 1898 – Palermo, 1998) è stato un ingegnere italiano.
Si laureò in Ingegneria civile nel 1926 presso la Regia Scuola di applicazioni per ingegneri di Palermo. Fu Ingegnere capo degli uffici tecnici della Provincia di Palermo dal 1926 al 1951.
Fu anche l'inventore di un apparecchio a cui diede il nome di "Idroclave" e che brevettò nel 1959. Questo marchingegno permetteva di far salire l'acqua ai piani alti dei palazzi.

## Principali Opere
- Aggiunta di un piano al Palazzo Comitini (1931) a Palermo
- Caserma dei Carabinieri a Corleone (1928-34)
- Progettazione del Cimitero di Santa Flavia (1934-35)
- Casa della Madre e del Bambino (1934-37) a Palermo, in via del Noviziato
- Centro antitubercolare (1934) a Corleone
- Padiglione nell'Ospedale dislocato nel bastione della Concezione (1935): dopo 5 anni viene abbattuto per la costruzione del Palazzo di Giustizia di Palermo
- Dispensario antitubercolare Molo (1935-36) a Palermo, in via dei Cantieri 4
- Casermetta per la Real Marina (1939) a Palermo, in via dei Cantieri 122
- Ponte viadotto (1950) costruito sul fiume Gjoni, in zona Tozia, per collegare Piana degli Albanesi alla Contrada Shën Jani
- Circolo didattico "Cascino" (1951), di fronte alla Chiesa di Casa Professa a Palermo
- Condominio di appartamenti, in via Palasciano a Palermo (1954-62)